# هلبة الكبريت الإيكلبومية
هلبة الكبريت الإيكلبومية (الاسم العلمي:Thiothrix eikelboomii) هي نوع من البكتيريا تتبع جنس هلبة الكبريت من فصيلة هلبات الكبريت.